# Bariérový ostrov

Bariérový ostrov ve srovnání s jinými pobřežními terénními útvary:
- Zašpičatělé předpolí (také nebo)
- Tombolo
- Vázaný ostrov, také ostrov vázaný na pevninu
- Záliv
- Kosy
- Laguna

Bariérové ostrovy jsou pobřežní terénní útvary, v podstatě druh dunového systému. Jsou to výjimečně ploché nebo zvlněné písečné oblasti, které vznikají působením vln a přílivu rovnoběžně s pevninským pobřežím. Obvykle se vyskytují v řetězcích, které se skládají z několika ostrovů, i více než tuctu. Během bouří a jiných povětrnostních aktivit se mění, ale pohlcují energii, chrání pobřeží a vytvářejí chráněné vodní plochy, kde se mohou rozvíjet mokřady. Bariérový řetěz se může táhnout nepřerušeně přes sto kilometrů, s výjimkou přílivových zálivů, které oddělují ostrovy. Nejdelší a nejširší takový ostrov je Padre Island v Texasu. Někdy se může důležitá zátoka natrvalo uzavřít, čímž se ostrov změní v bariérový poloostrov. Délka a šířka bariér a celková morfologie bariérových pobřeží souvisí s několika parametry, mezi něž patří rozsah přílivu a odlivu, energie vln, zásoba sedimentů, vývoj hladiny moře a pevnost podloží. Množství vegetace na bariéře má také velký vliv na výšku a vývoj ostrova.
Řetězce bariérových ostrovů se vyskytují přibližně na 13–15 % světového pobřeží. Vykazují různá nastavení, což naznačuje, že mohou vznikat a udržovat se v různých prostředích. Pro vysvětlení jejich vzniku byla publikována řada teorií.
Člověkem vytvořená pobřežní struktura, postavená rovnoběžně s pobřežím, se nazývá vlnolam. Z hlediska morfodynamiky pobřeží působí podobně jako přirozeně se vyskytující bariérový ostrov tím, že rozptyluje a snižuje energii vln a proudů, které na pobřeží narážejí. Bariérové struktury jsou proto důležitým aspektem pobřežního inženýrství. 